# Nancy Roman
Nancy Grace Roman (Nashville, 16 maggio 1925 – Germantown, 26 dicembre 2018) è stata un'astronoma statunitense.
È stata la prima donna a ricoprire una posizione dirigenziale alla NASA. È conosciuta da molti come la "mamma di Hubble" per il suo ruolo nella pianificazione del telescopio spaziale Hubble. Nel corso della sua carriera, è stata anche un'attiva relatrice ed educatrice pubblica e una sostenitrice del ruolo delle donne nella scienza.

## Biografia

### Istruzione
All'età di undici anni, Roman ha mostrato interesse per l'astronomia formandone un club tra i suoi compagni di classe in Nevada. Lei e i suoi compagni di classe si riunivano una volta alla settimana per conoscere le constellazioni dai libri. Anche se scoraggiata da coloro che la circondano, Roman sapeva già al liceo di voler coltivare la sua passione per l'astronomia. Ha frequentato la Western High School a Baltimora dove ha partecipato a un programma accelerato e si è diplomata in tre anni.
Roman ha frequentato il Swarthmore College nel 1946 dove ha conseguito il Bachelor of Arts in Astronomia. Mentre studiava lì, lavorava all'osservatorio Sproul. Successivamente nel 1949 ha conseguito il dottorato nello stesso campo presso l'Università di Chicago. È rimasta all'università per altri sei anni lavorando presso l'osservatorio Yerkes, recandosi talvolta all'osservatorio McDonald in Texas per lavorare come ricercatrice associata con William W. Morgan. La posizione di ricerca non era permanente, così Roman è diventata istruttrice e successivamente assistente professore. Roman alla fine ha lasciato il suo lavoro all'università a causa della scarsità di posizioni di ricerca di ruolo a disposizione delle donne in quel periodo. Roman ha fatto parte del Board of Observers di Swarthmore dal 1980 al 1988.

### Carriera

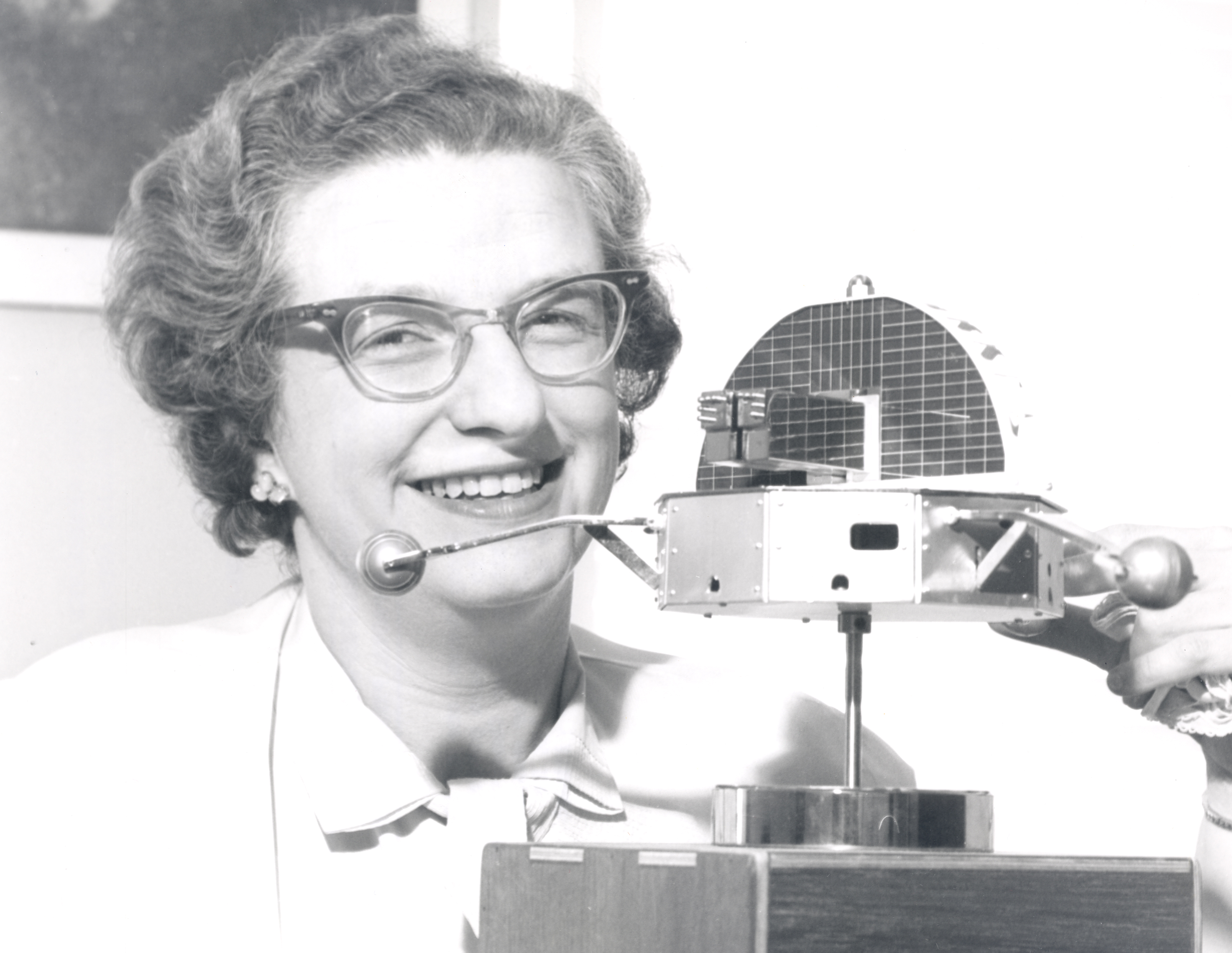
Nancy Roman con un modello dell'Orbiting Solar Observatory

Mentre lavorava all'Osservatorio Yerkes dell'Università di Chicago, Roman ha osservato la stella AG Draconis e ha casualmente scoperto che il suo spettro di emissione era completamente cambiato rispetto alle osservazioni precedenti. In seguito ha riconosciuto che la pubblicazione di quella scoperta è stata un colpo di fortuna che le ha notevolmente migliorato il suo prestigio all'interno della comunità astronomica, contribuendo alla sua progressione di carriera.
Dopo aver lasciato l'Università di Chicago, Roman è andata all'United States Naval Research Laboratory ed è entrato nel programma di radioastronomia. Il lavoro di Roman al NRL includeva l'uso di spettri di radiosorgenti non termiche e la geodesia ed è diventata la responsabile della sezione di spettroscopia a microonde.

#### NASA

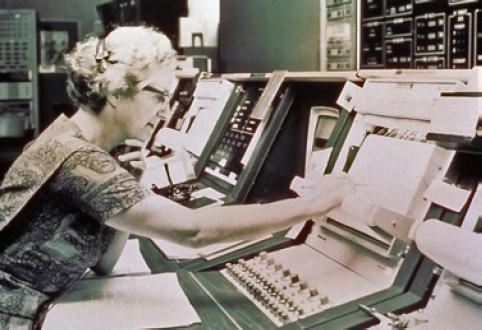
Nancy Roman, console di controllo, anni '70

A una conferenza di Harold Urey, Roman fu contattata da Jack Clark che le chiese se conosceva qualcuno interessato a creare un programma per l'astronomia spaziale alla NASA. Lei lo ha interpretato come un invito a candidarsi e venne scelta. Roman fu la prima responsabile dell'astronomia presso l'Office of Space Science della NASA, istituendo il primo programma di studio. È stata la prima donna a ricoprire una posizione dirigenziale presso l'agenzia spaziale. Parte del suo lavoro consisteva nel viaggiare per il paese e parlare ai dipartimenti di astronomia, discutendo del fatto che il programma era in fase di sviluppo. Roman stava anche cercando di scoprire cosa volevano gli altri astronomi e di sensibilizzarli sui vantaggi dell'osservazione dallo spazio. Fu capo dell'astronomia e della fisica solare alla NASA dal 1961 al 1963. Ha ricoperto diverse altre posizioni nella NASA, tra cui quella di Capo di Astronomia e Relatività.
Durante il suo impiego alla NASA, Roman ha sviluppato e programmato vari programmi e ne ha curato la parte scientifica. Ha contribuito al lancio di tre osservatori solari in orbita e tre piccoli satelliti astronomici. Questi satelliti utilizzavano la radiazione ultravioletta e i raggi X per l'osservazione del sole, dello spazio e del cielo. Ha anche supervisionato il lancio degli Orbiting Astronomical Observatory, lavorando con Dixon Ashworth. Ha progettato altri programmi più piccoli come l'Astronomy Rocket Program, l'High Energy Astronomy Observatories, lo Scout Probe per misurare lo spostamento verso il rosso relativistico della gravità, altri esperimenti sullo Spacelab, il programma Gemini, il programma Apollo e lo Skylab. Roman ha lavorato anche con Jack Holtz sugli Small Astronomy Satellite e con Don Burrowbridge sul Space Telescope.
L'ultimo programma nel quale ha costituito il comitato e con il quale è stata fortemente coinvolta è stato il telescopio spaziale Hubble. Roman è stata molto coinvolta nella pianificazione iniziale e in particolare nella messa a punto della struttura del programma. Per via del suo contributo, viene spesso chiamata la "mamma di Hubble". Il direttore delle missioni scientifiche della NASA Edward J. Weiler, che ha lavorato con Roman all'agenzia, l'ha definita "la madre del telescopio spaziale Hubble".
Dopo aver lavorato per 21 anni per la NASA, ha continuato, fino al 1997, a lavorare per gli appaltatori che hanno collaborato con il Goddard Space Flight Center. Roman è stata anche consulente per ORI, Inc. dal 1980 al 1988.

#### Come donna nella scienza
Come la maggior parte delle donne nelle scienze a metà del ventesimo secolo, Roman si è trovata di fronte ai problemi legati al predominio maschile nella scienza e nella tecnologia e ai ruoli percepiti come appropriati per le donne in quel periodo di tempo. In quel periodo era scoraggiata dal dedicarsi all'astronomia dalle persone intorno a lei. In un'intervista con Voice of America, Roman si ricordò di aver chiesto al suo consulente scolastico se poteva seguire l'algebra al secondo anno invece che il latino: "Mi guardò dall'alto in basso e mi derise, "Che tipo di donna avrebbe preferito la matematica al posto del latino?", questo è stato il tipo di accoglienza che ho ottenuto durante la maggior parte del mio cammino". Era una delle pochissime donne della NASA ed era l'unica donna con una posizione dirigenziale. Ha frequentato corsi chiamati "Women in Management" in Michigan e alla Pennsylvania State University per conoscere le questioni riguardanti l'essere una donna in una posizione manageriale. Tuttavia, Roman ha dichiarato in un'intervista del 1980 che i corsi erano insoddisfacenti e affrontavano gli interessi delle donne piuttosto che i problemi delle donne.

### Vita privata
Nancy Roman è nata a Nashville in Tennessee, dall'insegnante di musica Georgia Smith Roman e dal geofisico Irwin Roman. A causa del lavoro di suo padre la famiglia si è trasferita in Oklahoma subito dopo la sua nascita. Roman e i suoi genitori si trasferirono a Houston, a New Jersey e più tardi in Michigan e in Nevada. Dopo il 1955, ha vissuto a Washington.  Roman considerava le influenze dei suoi genitori come le maggiori spinte nel suo interesse per la scienza. Al di fuori del suo lavoro, Roman era attiva nell'American Association of University Women. È morta il 26 dicembre 2018 a causa di una lunga malattia.

## Ricerca e pubblicazioni
Una delle prime pubblicazioni di Nancy Roman è stata nel 1955, dopo il suo lavoro negli osservatori Yerkes e McDonald, nella Astrophysical Journal Supplement Series e fu un catalogo di stelle ad alta velocità. Ha documentato nuovi "tipi spettrali di magnitudini e colori fotoelettrici e parallasse spettroscopiche per circa 600 stelle ad alta velocità". Poi, nel 1959, Roman ha scritto un articolo sul rilevamento di pianeti extrasolari.  Roman ha scoperto che le stelle fatte di idrogeno e elio si muovono più velocemente delle stelle composte da altri elementi più pesanti. Una delle sue altre scoperte è stato scoprire che non tutte le stelle che erano comuni erano della stessa età. Questo è stato dimostrato confrontando le linee di idrogeno degli spettri a bassa dispersione nelle stelle. Roman notò che le stelle con le linee più forti si avvicinavano al centro della Via Lattea e le altre si spostavano in modelli più ellittici al di fuori del piano della galassia. Ha anche fatto ricerche e pubblicato sui temi della localizzazione delle costellazioni dalla sua epoca, spiegando come lo ha trovato e un articolo sull'Associazione dell'Orsa Maggiore per la sua tesi di laurea.

## Riconoscimenti
- Federal Woman’s Award (1962)[6]
- 100 Most Important Young People per la rivista Life (1962)[10]
- Exceptional Scientific Achievement Medal NASA (1969)
- William Randolph Lovelace II, American Astronaut Association (1980)[6]
- Dottorato ad honorem dal Russell Sage College, dall'Hood College, dal Bates College e dal Swarthmore College
- L'asteroide 2516 Roman è stato nominato in suo onore
- La borsa di studio "The Nancy Grace Roman Technology Fellowship" in astrofisica, della NASA, è stata nominata in suo onore.[9]
- Nel 2017 è stato messo in vendita un set LEGO intitolato "Women of NASA" con minifigure di Roman, Margaret Hamilton, Mae Jemison e Sally Ride.[19][20]
- L'episodio 113 del podcast "Hubblecast" intitolato "Nancy Roman – The Mother of Hubble" è stato creato in suo onore. Il filmato di presentazione illustra la sua carriera ed esplora il suo contributo alla scienza.[21]
- La NASA nel 2020 le ha titolato il telescopio WFIRST, ora Nancy Grace Roman Space Telescope (o Roman Space Telescope)[22]